# Kate Raworth
Kate Raworth, född 1970, är en brittisk nationalekonom som undervisar vid Oxfords universitet och universitetet i Cambridge. Hon är känd för sitt 
arbete med Donutekonomi, en ekonomisk modell som balanserar mellan väsentliga mänskliga behov och planetens gränser.

## Biografi
Raworth studerade nationalekonomi vid Oxford. Efter examen arbetade hon i ett utvecklingsprojekt i Zansibar och därefter för Oxfam, sammanlagt i 20 år. Hon har varit medförfattare till flera rapporter för FN:s utvecklingsprogram. Hon har brutit mot det traditionella ekonomiska tänkandet och utforskar en hållbar ekonomi som tillgodoser basala behov för alla människor utan att överskrida planetens gränser.

## Bibliografi

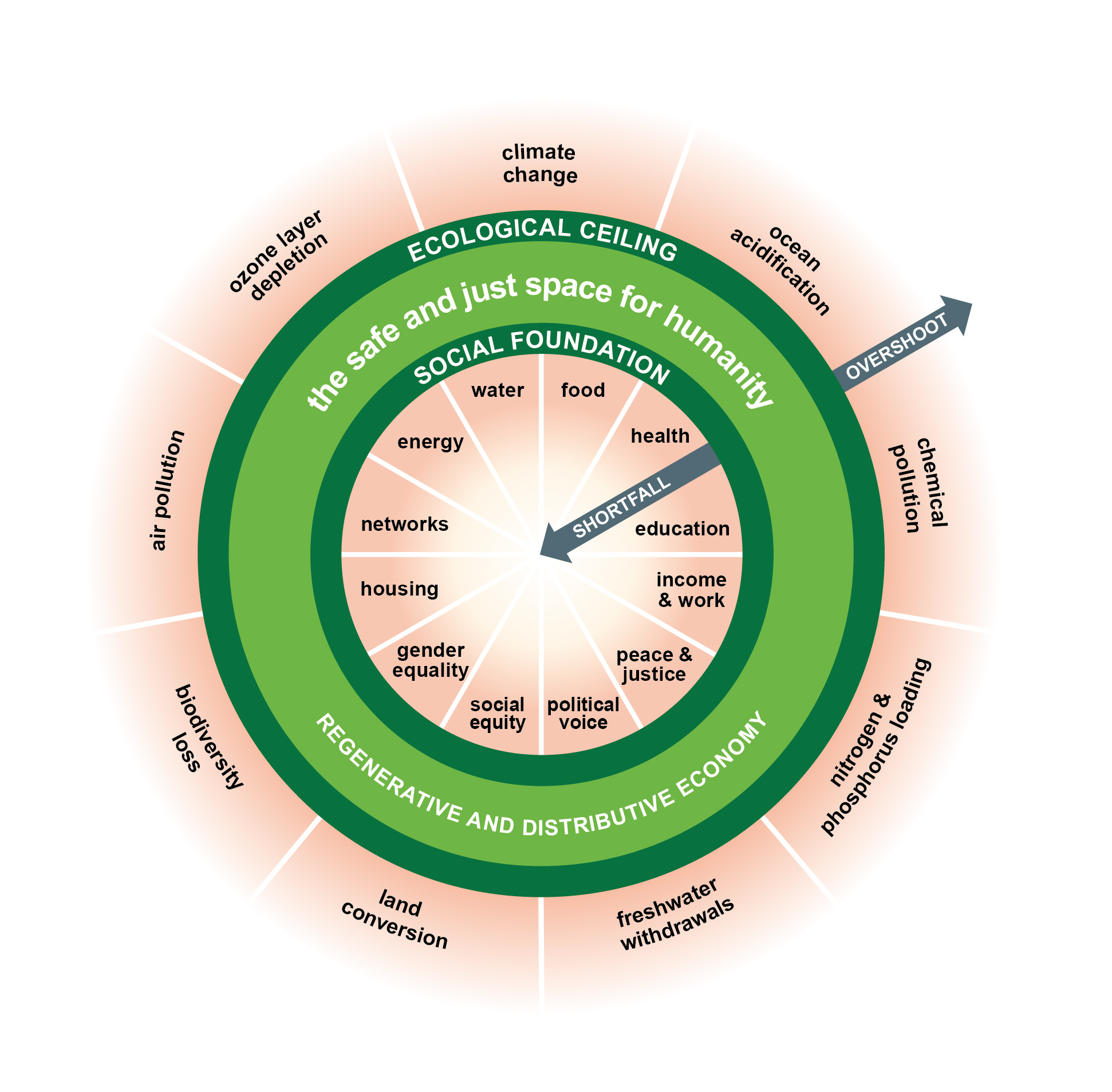
Doughnut economy, 2017